# Наринджлар
Наринджлар (азерб. Narınclar) — село у Кельбаджарському районі Азербайджану. Село розташоване неподалік від витоку річки Хаченагет за 58 км на північний захід від Степанакерта, за 73 км на південний захід від Мартакерта та за 28 км на захід від траси «Північ-Південь». Село підпорядковується сільській раді села Ванк, від якого розташоване за 18 км на захід по річці Хаченагет.

## Пам'ятки
В селі розташовані гробниці 2-1 тисячоліття до н. е.